# 根本直子
根本 直子（ねもと なおこ、1960年1月15日 - ）は、日本のアナリスト、エコノミスト、博士（商学）。早稲田大学大学院経営管理研究科教授、年金積立金管理運用独立行政法人経営委員、中部電力取締役、コンコルディア・フィナンシャルグループ取締役。

## 経歴・人物
東京都世田谷区出身。筑波大学附属高等学校を経て、早稲田大学法学部卒業。シカゴ大学経営大学院修了、経営学修士。一橋大学大学院商学研究科修了、博士（商学）。1983年日本銀行入行。1994年スタンダード&プアーズ・レーティング・ジャパン アソシエートディレクター。1999年スタンダード&プアーズ・レーティング・ジャパン ディレクター。
2005年スタンダード&プアーズ・レーティング・ジャパン マネジングディレクター。2011年スタンダード&プアーズ・レーティング・ジャパン マネジングディレクター兼アジア太平洋地域リサーチヘッド兼アナリティカルマネージャー。2016年アジア開発銀行研究所エコノミスト、中部電力取締役、横浜銀行取締役。2017年年金積立金管理運用独立行政法人経営委員会委員。
2018年コンコルディア・フィナンシャルグループ取締役。2019年早稲田大学大学院経営管理研究科教授、三菱UFJフィナンシャル・グループリスク委員会外部専門家
。2020年みずほ銀行取締役。2021年北國銀行社外取締役。金融庁金融審議会委員、財務省国の債務管理の在り方に関する懇談会メンバー、公認会計士審査会委員等も歴任した。
専門は金融。

## 著書
- 『韓国モデル-金融再生の鍵』中公新書ラクレ 2003年
- 『残る銀行沈む銀行―金融危機後の構図』東洋経済新報社 2010年